# Horîciv, Volodîmîr-Volînskîi
Horîciv (în ucraineană Горичів, poloneză Horyczów) este un sat în comuna Zîmne din raionul Volodîmîr-Volînskîi, regiunea Volînia, Ucraina.

## Demografie
Componența lingvistică a localității Horîciv
     Ucraineană (99,07%)
     Alte limbi (0,93%)
Conform recensământului din 2001, majoritatea populației localității Horîciv era vorbitoare de ucraineană (99,07%), existând în minoritate și vorbitori de alte limbi.